# L'Autre qui est en nous
Pour plus de détails, voir Fiche technique et Distribution.
L'Autre qui est en nous (Die ewige Maske) est un film allemand réalisé par Werner Hochbaum et sorti en 1935.

## Fiche technique
- Titre : L'Autre qui est en nous
- Titre original : Die ewige Maske
- Réalisation : Werner Hochbaum
- Scénario : Kurt Gauger et Werner Hochbaum, d'après le roman de Leo Lapaire[1]
- Photographie : Oskar Schnirch
- Décors : Oscar Lorenzen et Walter Roon-Günteritz
- Son : Herbert Janeczka
- Montage : Else Baum
- Musique : Anton Profes
- Société de production : Progress Film
- Pays d'origine :  Allemagne
- Durée : 74 minutes
- Dates de sortie :
  - Italie : août 1935
  - Allemagne :
  - États-Unis : 12 janvier 1937

## Distribution
- Peter Petersen
- Mathias Wieman
- Olga Tschechowa

## Récompenses
- Meilleur film psychologique à la Mostra de Venise 1935[2]